# Neognathophausia ingens
Neognathophausia ingens är en kräftdjursart som först beskrevs av Carl August Dohrn 1870.  Neognathophausia ingens ingår i släktet Neognathophausia och familjen Lophogastridae. Inga underarter finns listade i Catalogue of Life.